# 吉原市警察
吉原市警察（よしわらしけいさつ）は、かつて存在した静岡県吉原市（現富士市）の自治体警察。

## 概要
従来の静岡県警察部が解体され、1948年（昭和23年）3月7日に吉原町警察署が設置された。翌月1日に吉原町が市制施行したため、吉原市警察署に改称。
1954年（昭和29年）に新警察法が公布された。これにより国家地方警察と自治体警察が廃止され、新たに都道府県警察として静岡県警察本部が発足。吉原市警察も静岡県警察に統合され、姿を消した。